# Inini (territorium)
Inini was een binnenlands territorium van Frans-Guyana en een voormalige kolonie van Frankrijk. Het gebied werd als aparte kolonie bestuurd van 6 juni 1930 tot en met 19 maart 1946 waarna het werd gefuseerd met Frans-Guyana als een overzeese departement van Frankrijk.
De hoofdplaats was Saint-Élie, en de bevolking bestond voornamelijk uit inheemsen, marrons, en goudzoekers. De kolonie was vernoemd naar de Inini, een grote rivier in het binnenland die bij Maripasoula van oost naar west naar de Lawa loopt.

## Geschiedenis
In 1930 werd besloten het binnenland van Frans-Guyana apart te ontwikkelen van het kustgebied, en werd Inini als een aparte kolonie opgericht. De kolonie werd per decreet bestuurd door de gouverneur van Frans-Guyana. Er werden initieel maar drie diensten aangeboden: waterbeheer, bosbeheer en mijnbouw.
In 1931 werden 535 Annamieten (tegenwoordig Vietnam) die deel hadden genomen aan de Yên Bái muiterij in de gelijknamige stad over drie kampen verdeeld om te dienen als arbeidskrachten. Het belangrijkste strafkamp was Bagne des Annamites. De hoofdtaak was de aanleg van een spoorlijn tussen Apatou, Petit-Saut en Tonnegrande voor de legale goudmijnen in het binnenland. Senegalese tirailleurs werden gestationeerd in de kampen als bewakers.
In 1941 werden Amerikaanse soldaten gestationeerd in Suriname om de bauxietindustrie te beschermen, en in 1942 verklaarde Brazilië de oorlog aan Nazi-Duitsland. Inini was een onderdeel van Vichy-Frankrijk en was met Nazi-Duitsland geallieerd. De hoofdtaak werd het bewaken van de grenzen tegen de vijandige buren. Op 16 maart 1943 koos Inini de kant van de Vrije Fransen. In 1944 werd de Conferentie van Brazzaville gehouden waarin alle inwoners van de Franse kolonies gelijke rechten en een democratisch bestuur werd beloofd.
Op 19 maart 1946 werd Inini opgeheven en werd Frans-Guyana een overzees departement van Frankrijk. De spoorlijn is nooit gereedgekomen, en in 1944 werden de kampen gesloten. In 1946 kwam de eerste groep vrij, maar sommigen hebben tot 1953 gevangen gezeten. Het Inini-gebied bleef een speciale status houden tot 17 maart 1969, omdat belangrijke zaken als onderwijs en gezondheidszorg nog niet geregeld waren. In 1969 werd Inini in gemeenten verdeeld en kreeg het gebied een democratisch zelfbestuur.

## Galerij

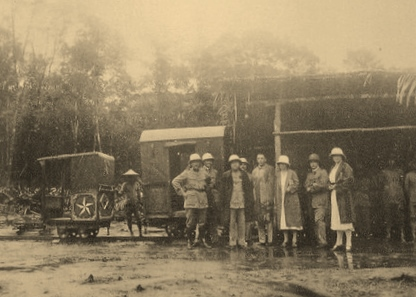
Spoorlijn bij Bagne des Annamites (circa 1936)
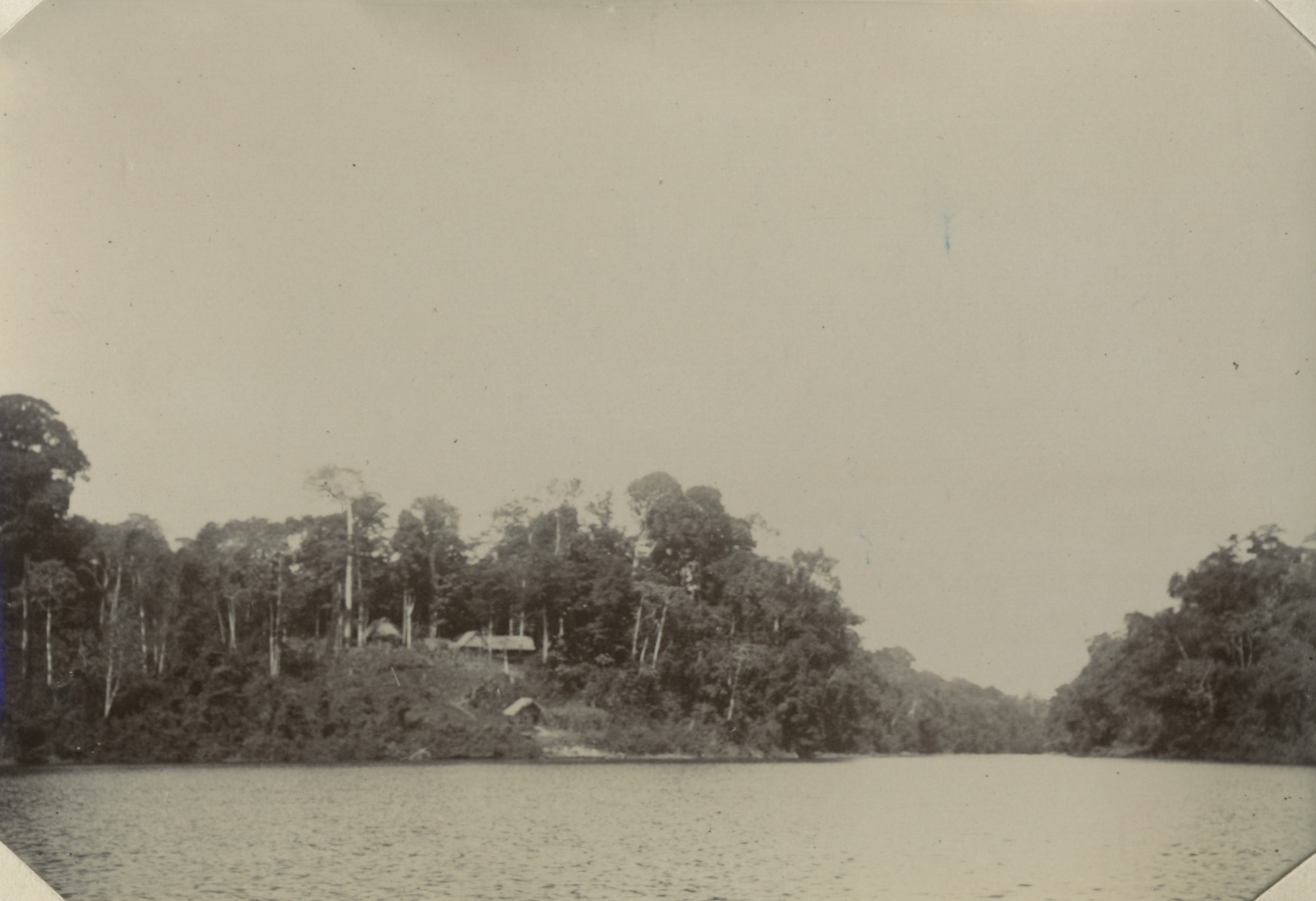
Monding van de Ininirivier (1903)
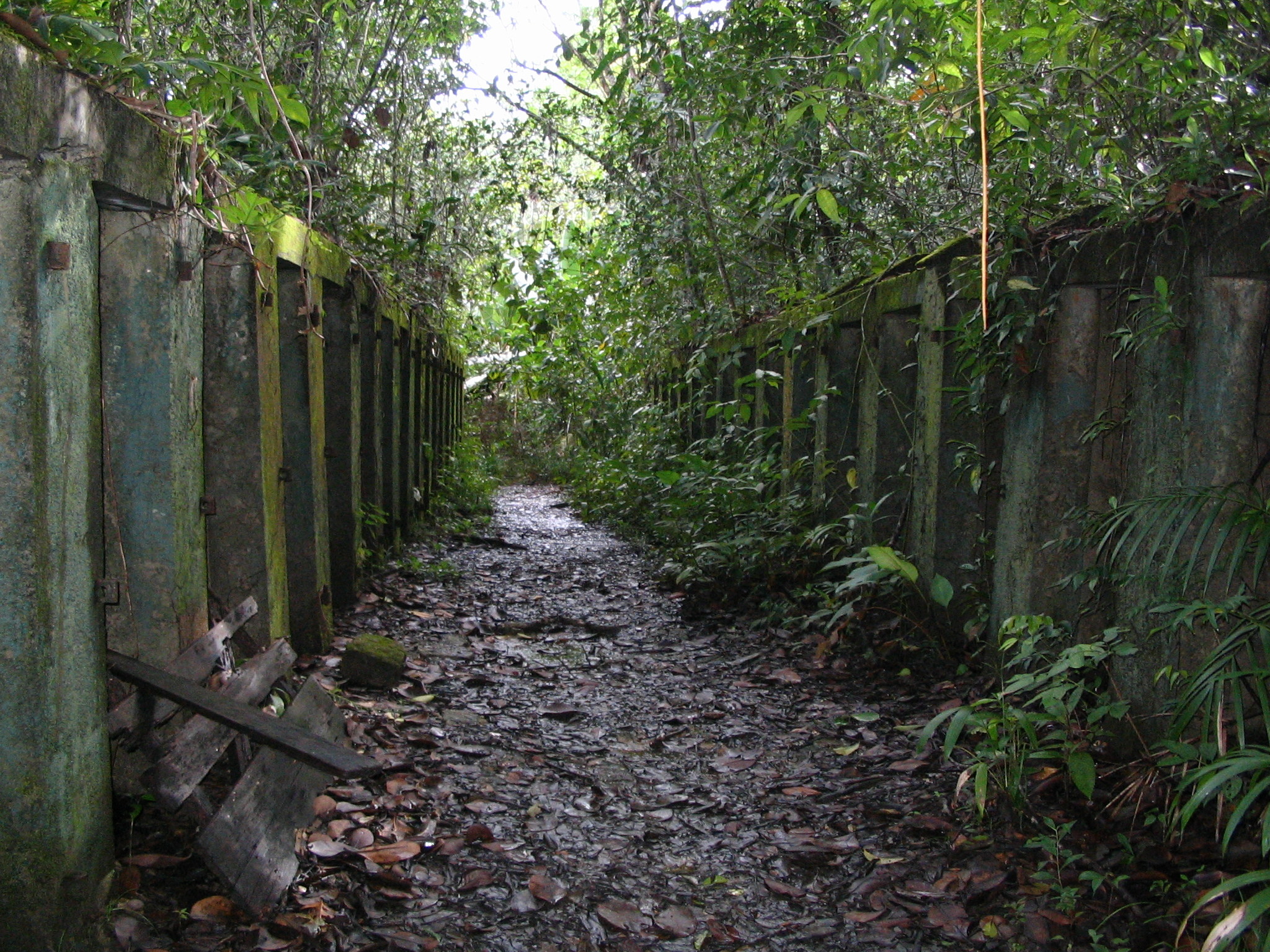
Bagne des Annamites (2005)
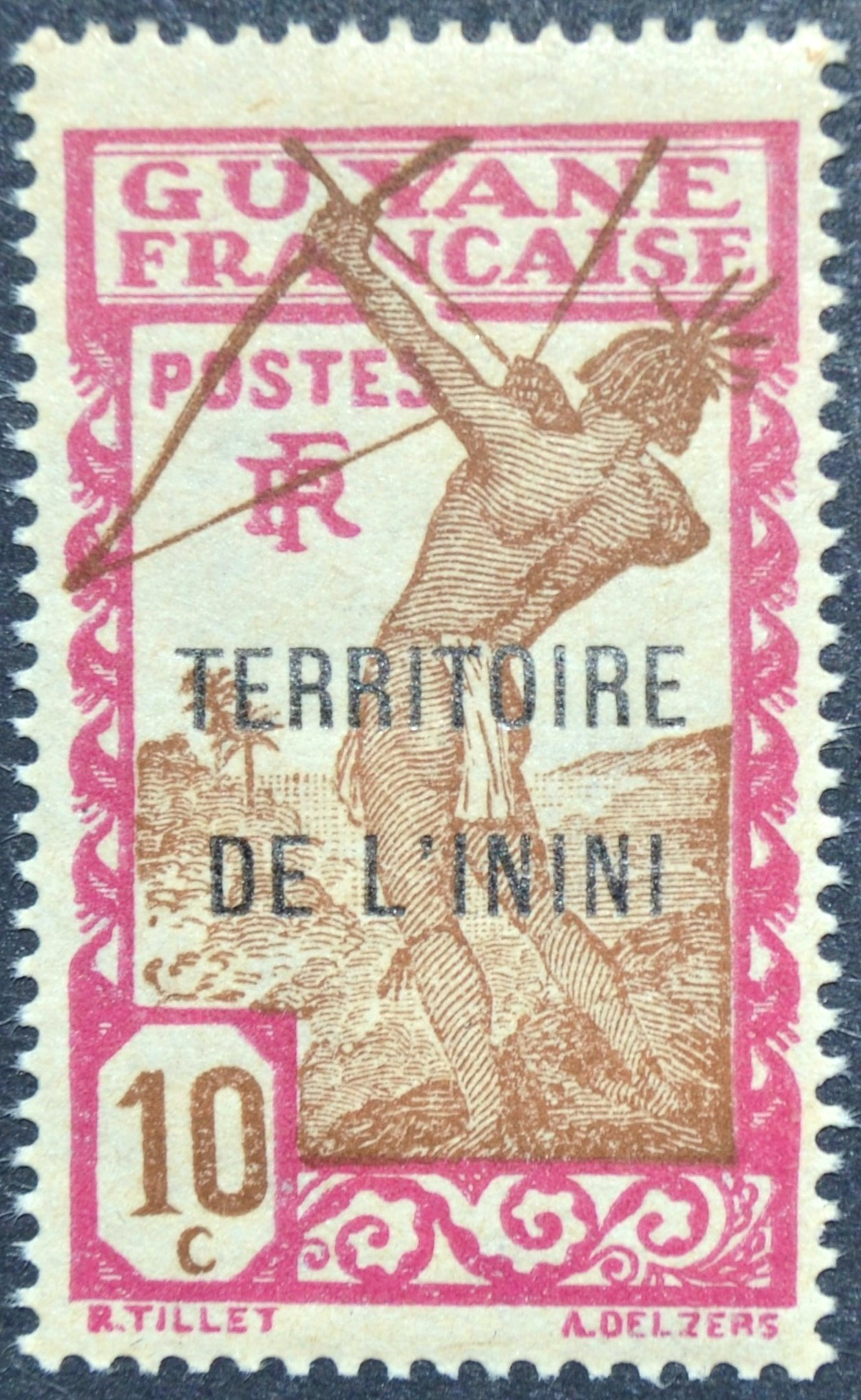
Overdrukte postzegel van 10 cent (1932)